# Ayumi Koshiishi
Ayumi Koshiishi (jap. 輿石 亜佑美 Koshiishi Ayumi; * 28. Juli 2000 in Kawaguchi, Saitama) ist eine japanische Tennisspielerin.

## Karriere
Koshiishi begann mit drei Jahren das Tennisspielen und spielt vorrangig auf der ITF Women’s World Tennis Tour, wo sie bislang acht Titel im Einzel und drei im Doppel gewann.

## Turniersiege

### Einzel
| Nr. | Datum            | Turnier  | Kategorie | Belag     | Finalgegnerin                   | Ergebnis        |
| --- | ---------------- | -------- | --------- | --------- | ------------------------------- | --------------- |
| 1.  | 1. August 2021   | Monastir | ITF W15   | Hartplatz | Eliessa Vanlangendonck          | 6:1, 6:0        |
| 2.  | 15. August 2021  | Monastir | ITF W15   | Hartplatz | Himeno Sakatsume                | 6:3, 7:63       |
| 3.  | 22. August 2021  | Monastir | ITF W15   | Hartplatz | Jekaterina Reingold             | 6:73, 7:62, 6:1 |
| 4.  | 5. März 2023     | Kuching  | ITF W15   | Hartplatz | Guo Hanyu                       | 5:7, 6:2, 6:1   |
| 5.  | 16. Juli 2023    | Monastir | ITF W15   | Hartplatz | Camilla Zanolini                | 6:0, Aufgabe    |
| 6.  | 23. Juli 2023    | Monastir | ITF W15   | Hartplatz | Sofia Camila Rojas              | 6:4, 6:2        |
| 7.  | 13. August 2023  | Öskemen  | ITF W15   | Hartplatz | Aruschan Saghandyqowa           | 6:2, 6:2        |
| 8.  | 22. Oktober 2023 | Hua Hin  | ITF W15   | Hartplatz | Shrivalli Rashmikaa Bhamidipaty | 6:2, 6:1        |

### Doppel
| Nr. | Datum             | Turnier  | Kategorie | Belag     | Partnerin      | Finalgegnerinnen            | Ergebnis         |
| --- | ----------------- | -------- | --------- | --------- | -------------- | --------------------------- | ---------------- |
| 1.  | 15. Juni 2019     | Gimcheon | ITF W15   | Hartplatz | Darja Mischina | Kanako Morisaki Ayaka Okuno | 6:3, 6:2         |
| 2.  | 21. Oktober 2023  | Hua Hin  | ITF W15   | Hartplatz | Anchisa Chanta | Cao Yajing Ng Man-ying      | 4:6, 6:4, [10:5] |
| 3.  | 18. Dezember 2023 | Monastir | ITF W25   | Hartplatz | Wang Jiaqi     | Jenny Lim Nina Radovanovic  | kampflos         |